# Ceratosomicola mammilata
Ceratosomicola mammilata is een eenoogkreeftjessoort uit de familie van de Splanchnotrophidae. De wetenschappelijke naam van de soort is voor het eerst geldig gepubliceerd in 2008 door Salmen, Wilson & Schrödl.